# اللاأخلاقي
اللاأخلاقي (بالفرنسية: L'Immoraliste) هي رواية كتبها أندريه جيد الحائز على جائزة نوبل في الأدب عام 1947.نُشرت سنة 1902صدرت النسخة العربية سنة 1994عن الدار المصرية اللبنانية بترجمة محمود قاسم، وهي ترجمة أمينة للنص الأصلي، ومُدعّمة بمقدمة تحليلية عن السياق الفكري للأدب الفرنسي في مطلع القرن العشرينتعد من أبرز الأعمال التي دشنت بداية الرواية النفسية الحديثة في فرنسا، وهي تمثل مرحلة انتقالية في فكر جيد من الالتزام الأخلاقي التقليدي إلى تمجيد الحرية الفردية واكتشاف الذات. تتخذ الرواية شكل اعتراف طويل يسرده البطل ميشيل لأصدقائه، كاشفًا فيه تحولات شخصيته وتخليه عن القيم التي تربى عليها.

## نبذة
تدور الرواية حول شخصية ميشيل، رجل مثقف ينتمي إلى الطبقة البرجوازية الفرنسية، يتزوج من مارسيلين نزولًا عند رغبة والده، رغم أن علاقته بها لا تقوم على حب عاطفي حقيقي. بعد الزواج، يمرض ميشيل بمرض السل أثناء رحلة إلى الجزائر، وهناك يبدأ في التأمل في حياته واكتشاف ميول جديدة. يتعافى من المرض ويبدأ رحلة وجودية تفضي به إلى التخلي عن كل التزام أخلاقي تقليدي، والانغماس في نزواته الفردية.خلال هذه الرحلة،يكتشف ميشيل انجذابه إلى الجسد، وإعجابه بالمراهقين والفتيان، ويبدأ في إعادة النظر في كل المبادئ التي عاش وفقها سابقًا. موت زوجته مارسيلين في نهاية الرواية يتركه وحيدًا، لكنه لا يبدو نادمًا، بل يواصل البحث عن ذاته بمعزل عن كل قيد اجتماعي أو ديني.

## الشخصيات
- ميشيل: الشخصية المحورية، أستاذ جامعي شاب، يتعرض لتحولات فكرية وجسدية عميقة بعد إصابته بالمرض. يُمثل شخصية الفرد المتحرر من القيم التقليدية والساعي إلى اكتشاف ذاته بكل تناقضاتها.
- مارسيلين: زوجة ميشيل، امرأة تقية ووديعة، تمثل النقيض الأخلاقي لميشيل. تكرّس حياتها لخدمته وتشاركه المرض ثم تموت دون أن تُحقق سعادتها.
- الطفل البربري: شاب يلتقيه ميشيل في الجزائر ويُثير فيه أولى مشاعر الإعجاب الجسدي، ويُشكّل نقطة التحول في وعيه.
- مينال: أحد أصدقاء ميشيل، يلعب دور المستمع الذي يتلقى اعترافاته، ويُمثل ضمير القارئ الأخلاقي.[4]

## البنية الأسلوبية
الرواية مكتوبة بصيغة السرد الذاتي، على شكل اعتراف طويل يرويه ميشيل لأصدقائه المقربين، مما يمنح النص بعدًا اعترافيًا وأوتوبيوغرافيًا واضحًا. يستلهم جيد في بناء هذا السرد تقنية الاعترافات المسيحية التقليدية، لكنه يقلب وظيفتها الكلاسيكية رأسًا على عقب، إذ لا يسعى من خلالها إلى التوبة أو التكفير عن الذنب، بل إلى فهم الذات وتبرير التجربة الفردية مهما كانت متطرفة أو شائنة في نظر المجتمع. فبدلًا من الاعتراف الخجول، نجد اعترافًا يستعرض اكتشاف الذات عبر التجربة الجسدية والفكرية والتمرد على الأعراف الموروثة.
كما أن اللغة التي يستخدمها ميشيل تتسم بدرجة عالية من التأمل الفلسفي والتحليل الذاتي، ما يربط العمل بسياق الرواية النفسية الحديثة. يُلحظ في السرد تأثر جيد بالتيارات الفردانية الحديثة التي تضع الذات، وليس الجماعة أو الأخلاق الجماعية، في قلب التجربة الإنسانية. ولذلك تتكرر في الرواية الثنائيات المتوترة بين الواجب والحرية، المرض والصحة، الروح والجسد، مما يمنحها كثافة فلسفية تتجاوز مجرد الحكي الأدبي.

## التحليل والنقد
تُعد رواية اللاأخلاقي واحدة من أبرز الأعمال التي عالجت مسألة الحرية الفردية والتمرد الوجودي على القيم الأخلاقية والاجتماعية في فرنسا بداية القرن العشرين. فهي تصور رحلة ميشيل من الامتثال والتقوى الظاهريين إلى اكتشاف الذات عبر الانغماس في المتع الحسية والتجريب الفردي. اعتبر عدد من النقاد أن شخصية ميشيل تُجسد نقيض البطل الأخلاقي التقليدي، إذ يتخلى تدريجيًا عن الالتزامات العائلية والدينية في سبيل بناء تجربة ذاتية متحررة من القيم السائدة. وهو، في ذلك، لا يُعير اهتمامًا حقيقيًا لآثار سلوكه على الآخرين، وخصوصًا زوجته مارسيلين التي تموت بعد أن أفنت حياتها في خدمته ومحبته. أثارت الرواية، منذ صدورها، جدلًا واسعًا في الأوساط الأدبية والثقافية، خصوصًا في ما يتعلق بالبعد الإيروتيكي والجنسي في النص، وبخاصة انجذاب البطل إلى الفتية والمراهقين، وهو ما اعتُبر صادمًا لمعايير الأخلاق السائدة آنذاك. فالرواية لا تكتفي بكسر المحظورات، بل تقدم سردًا داخليًا يحاول فهم هذا الانجذاب، لا إدانته أو إحفاءه ، مما جعل منها عملًا إشكاليًا في تلقيه الأخلاقي والنقدي.أما على المستوى الفني، فتُعد اللاأخلاقي من أوائل النصوص التي مهدت لتحولات الرواية الحديثة، حيث تغيب فيها الحبكة التقليدية القائمة على الحدث، لتحل محلها مسارات داخلية وتحولات سيكولوجية متشابكة. ويتداخل في العمل البُعد الروائي مع عناصر السيرة الذاتية والاعتراف الأدبي، ما يجعل تصنيفه الأدبي موضوع نقاش دائم بين النقاد. ويمكن اعتبار هذه الرواية بمثابة حجر أساس في مشروع جيد الفني والفكري، إذ مهدت لاحقًا لأعمال أخرى أكثر تطرفًا في استبطان الذات وكشف التناقضات الداخلية للشخصية المفكرة والمتحررة.كما يُنظر إلى *اللاأخلاقي* بوصفها من أوائل الأعمال التي كشفت حدود التمثيل الأدبي للأخلاق في مجتمع ما قبل الحرب العالمية الأولى. شكّلت الرواية حلقة في مسار تحوّل الرواية الأوروبية من الواقعية إلى الذاتية، ومن الالتزام بالقيم إلى مساءلتها، وقد تركت أثرًا واضحًا في أدباء الوجودية والاعتراف مثل جان بول سارتر وألبير كامو.

## اللاأخلاقي ومحمد شكري
أثّرت رواية اللاأخلاقي تأثيرًا واضحًا في عدد من الأدباء العرب الطليعيين، وعلى رأسهم الكاتب المغربي محمد شكري، صاحب الخبز الحافي، الذي عبّر في حوارات متعددة عن إعجابه بأندريه جيد وتأثره بنزعته الفردانية وتمرده على القيم الأخلاقية السائدة. وجد شكري في بطل اللاأخلاقي نموذجًا مغايرًا لشخصية البطل الأدبي الملتزم، إذ ينغمس ميشيل في اكتشاف ذاته من خلال التجربة الحسية، غير عابئ بالمحظورات الاجتماعية، وهو ما يشكل انعكاسًا لما قام به شكري نفسه في سرد سيرته الذاتية، التي تضج بالبوح والتجريب والمكاشفة الجسدية والنفسية.كلا العملين، اللاأخلاقي والخبز الحافي، يرفضان أي تواطؤ مع السلطة الأخلاقية أو الدينية أو الاجتماعية، ويجعلان من الجسد والرغبة والحرية الفردية محاور أساسية للكتابة. كما أن كلاً من جيد وشكري اختارا الكتابة الاعترافية شكلًا لمساءلة الذات وتفكيك الإكراهات التي كبّلتها، دون سعي إلى التوبة أو الإدانة، بل بقصد مواجهة الحقيقة والبوح بها.وقد لاحظ نقاد مغاربة مثل عبد الكبير الشرقاوي وسعيد بنكراد هذه الصلة بين عالمي جيد وشكري، خاصة في البعد الاعترافي والبنية السردية التي تنطلق من التجربة الذاتية لبلوغ تأمل وجودي في الحرية والمعنى. هكذا يمكن القول إن أثر اللاأخلاقي تجلى ليس فقط في مضمون كتابات محمد شكري، بل في جرأته على استخدام السرد كأداة للاعتراف والتمرد على الرقابة الاجتماعية والسياسية.